# Stylidium assimile
Stylidium assimile är en tvåhjärtbladig växtart som beskrevs av Robert Brown. Stylidium assimile ingår i släktet Stylidium och familjen Stylidiaceae. Inga underarter finns listade i Catalogue of Life.